# Euseius rhusi
Euseius rhusi är en spindeldjursart som först beskrevs av van der Merwe 1965.  Euseius rhusi ingår i släktet Euseius och familjen Phytoseiidae. Inga underarter finns listade i Catalogue of Life.